# آمالیا هرناندز
آمالیا هرناندز (Amalia Hernández) بالرین برجستهٔ مکزیکی و پایه‌گذار بالهٔ
فولکلور مکزیک بود.
وی فرزند افسر ارتش و سیاستمدار لامبرتو هرناندز و همسرش آمالیا ناوارو است.
او از پیشگامان گسترش بالهٔ فولکلور بود و در سال ۱۹۵۲ هرناندز بالهٔ فولکلور مکزیک را با تنها هشت رقصنده پایه‌گذاری کرد. در سال ۱۹۵۹ شمار عضوهای گروه به ۶۰ تن رسید. در همین سال این گروه نمایندگی مکزیک را در بازی‌های پان آمریکایی در شیکاگو، ایلینوی عهده‌دار شد. ناوارو در طول زندگی‌اش بیش از ۶۰ رقص آرایی را طراحی کرد.
از سال ۱۹۶۰ بالهٔ فولکلور مکزیک بدون وقفه صبح‌های یکشنبه و عصرهای چهارشنبه در کاخ هنرهای زیبا در مکزیکوسیتی اجرا داشته‌است.
افزون بر این هرناندز آموزشگاه بالهٔ فولکلور را پایه‌گذاشت. ساختمان آن را برادرش آگوستین هرناندز ناوارو که معمار بود در سال ۱۹۶۸ طراحی کرد.